# Lutte anti-sous-marine
Pour les articles homonymes, voir ASM et ASW.
La lutte anti-sous-marine (ASM) désigne l'ensemble des tactiques de combat et de protection contre la menace représentée par les sous-marins. Elle met en œuvre plusieurs moyens complémentaires : 
- navires de surface, des escorteurs, équipés de sonars (essentiellement des frégates et des corvettes) ;
- avion de patrouille maritime ;
- hélicoptères ASM ;
- sous-marins d'attaque.

Le dispositif est dirigé depuis un des escorteurs anti sous-marin, à bord duquel est embarqué le commandant de l'opération de lutte anti-sous-marine.

## Histoire
Les sous-marins existent dès la Première Guerre mondiale, mais c'est lors de la Seconde Guerre mondiale qu'ils démontrent une grande capacité de nuisance pour les flottes ennemies, qu'elles soient de guerre ou marchande. 
Dans le cadre de la course aux armements, notamment lors de la guerre froide et à la suite de l'apparition de sous-marins nucléaire et porteurs d'armes nucléaires, s'ensuit une escalade des performances de furtivité des sous-marins et des « progrès » de la lutte anti-sous-marine. 

### Au sein de l'OTAN
Peu après la Seconde Guerre mondiale, alors que les alliés, l'URSS et la Chine se lancent dans la course aux armements, l'OTAN se dote de deux principales agences scientifiques et techniques : 

La première de ces agences fut baptisée Centre technique du SHAPE (ou STC pour SHAPE Technical Centre) et destinée à la mise à niveau des forces aériennes (lesquelles peuvent aussi jouer un rôle dans la lutte anti-sous-marine) ;
La seconde, baptisée Centre de recherches pour la guerre anti-sous-marine du SACLANT ou (SACLANTCEN), aussi dénommée Centre de recherche sous-marine de l'OTAN (ou « NURC » pour NATO Undersea Research Center), puis rebaptisé Centre de recherche sous-marine du SACLANT était initialement exclusivement destinée à la lutte anti-sous-marine.

## Types d'opérations

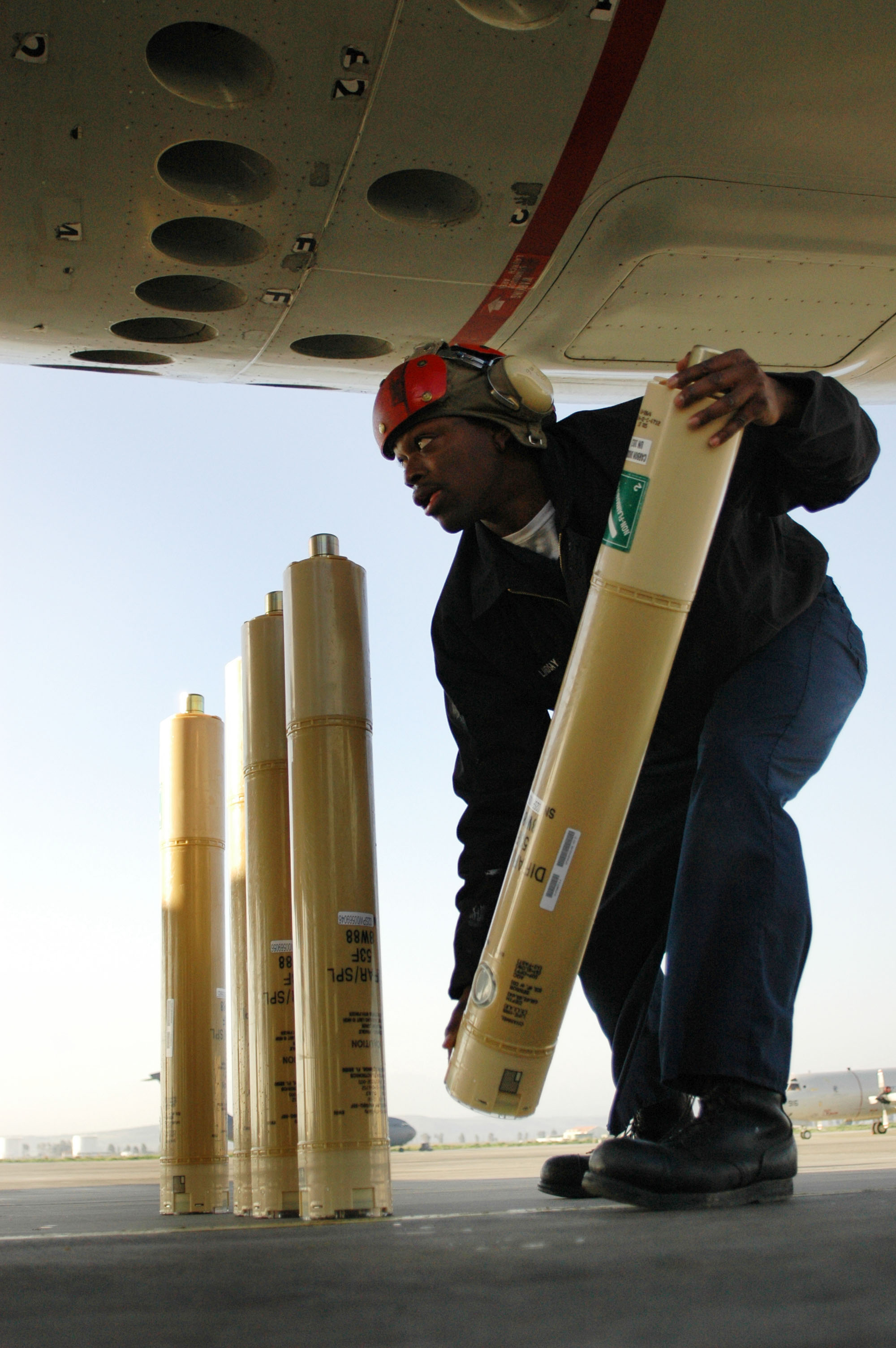
Bouées acoustiques chargées à bord d'un avion P-3 Orion de l'US Navy. La Marine française en utilise de 4500 a 7000 par an.

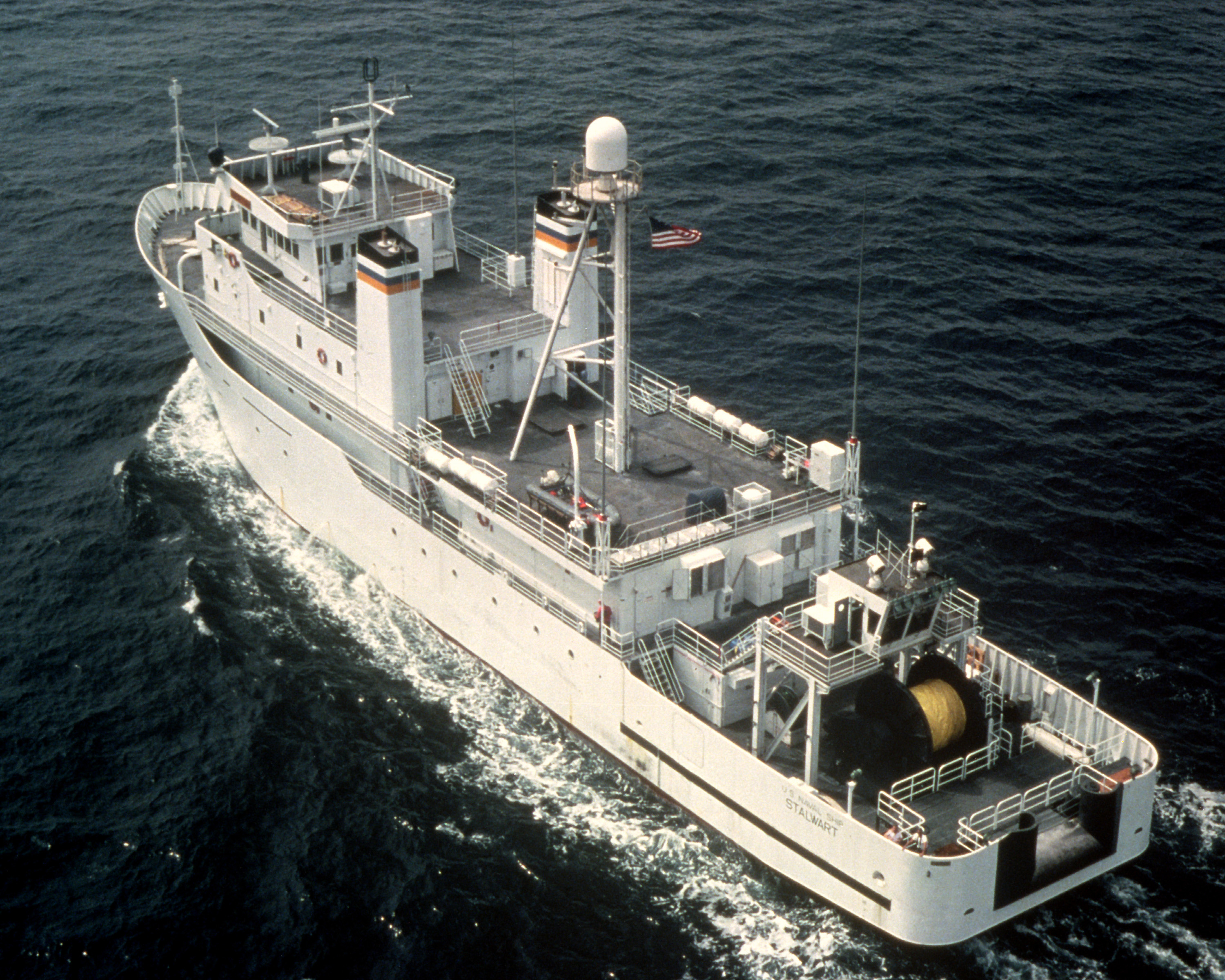
Le USNS Stalwart (T-AGOS-1) en 1986, navire non-armé du Military Sealift Command, est spécialisé dans la détection des sous-marins

### Préventives
Les opérations préventives consistent à surveiller a priori une zone dans laquelle sont susceptibles d'opérer ou de transiter des sous-marins. Les unités ASM effectuent une recherche dans cette zone ou établissent des barrages dans les zones de passage obligé. Par exemple, pendant la Guerre froide, les débouchés de la mer de Norvège sur l'Atlantique (les détroits entre le Groenland, l'Islande et les îles Britanniques, le GIUK pour les anglophones) étaient des zones de patrouille pour les unités de l'OTAN, en vue d'intercepter les sous-marins de la marine soviétique. 
Ces opérations sont longues, fastidieuses et souvent décevantes, mais elles réduisent les capacités d'action des sous-marins adverses.
Le principal outil de ces opérations est l'avion de patrouille maritime. Les systèmes fixes de surveillance acoustique des océans (SOSUS) participent aussi à ce genre d'action.

### Défensives
Les opérations défensives consistent à protéger des unités précieuses (un groupe aéronaval ou un groupe amphibie) ou un convoi de navires marchands contre la menace sous-marine.
Ce type d'opérations a particulièrement été illustré dans l'histoire par l'escorte des convois pendant les deux guerres mondiales (voir les articles sur les batailles de l'Atlantique).
Les navires d'escorte, complétés si possible par des hélicoptères, des avions et éventuellement des sous-marins nucléaires d'attaque (SNA) sont disposés en écrans mobiles autour des unités à protéger, de préférence placés de telle façon que le sous-marin attaquant ait à franchir une succession d'obstacles (défense en profondeur) avant d'être en position de lancement.
Ces dispositifs de protection nécessitent beaucoup d'unités ASM. Relativement efficaces contre des sous-marins classiques, car alors les cinématiques respectives n'imposent qu'un écran sur l'avant, ces dispositifs le sont beaucoup moins contre des SNA, rapides, qui nécessitent également une protection sur l'arrière. Par ailleurs, les progrès techniques réalisés sur les torpilles des sous-marins, dont les portées ont beaucoup augmenté, et surtout l'avènement du missile à changement de milieu antinavire font que la balance tactique ne penche pas aujourd'hui du côté de l'escorte.

### Offensives
Les opérations offensives sont menées par des groupes de bâtiments ASM, avec leurs hélicoptères (groupes « Hunters-Killers »), éventuellement complétés par un avion de patrouille maritime, qui agissent sur alerte, soit au sein d'une escorte, soit indépendamment à la suite d'une détection lors d'une opération préventive.

## Tactiques
La tactique du commandant de lutte anti-sous-marine consiste, d'une manière générale, à conduire le sous-marin dans un piège, en utilisant des sonars actifs pour le contraindre à fuir vers des sonars passifs.
Il va donc employer les sonars actifs des escorteurs (de coque ou remorqués), celui de ses hélicoptères (sonars trempés) et les bouées acoustiques actives larguées par l'avion de patrouille maritime pour détecter l'adversaire ou le faire fuir vers les sonars passifs d'un sous-marin d'attaque ou les bouées acoustiques passives de l'avion de patrouille maritime, qui eux sont indétectables par le sous-marin.
En cas de contact avec les sonars actifs des unités ASM, celles-ci restent à distance et font décoller ou rallier leurs hélicoptères pour vérification et éventuellement attaque à la torpille. De même, l'avion de patrouille maritime, après détection sur ses bouées passives, vérifie le contact avec son détecteur d'anomalie magnétique, attaque lui-même ou fait rallier en les guidant, des hélicoptères ASM ou des frégates qui l'aident au pistage et à l'attaque.
Les tactiques anti-sous-marines sont multiples : elles nécessitent un entraînement très poussé, un esprit d'équipe et beaucoup de persévérance et d'habileté. Les conditions de l'environnement sont très variables : petits fonds ou grands fonds, conditions de propagation du son dans l'eau, météorologie, bruits biologiques ou du trafic commercial. C'est le domaine de l'aléatoire et des probabilités.
Durant la  Seconde Guerre mondiale, la Royal Navy développe une école tactique anti U-Boote ; elle inventorie des méthodes de combat contre les sous-marins.
Pour coordonner les opérations anti-sous-marines, les marines de l'OTAN mettent en œuvre sur les plates-formes anti-sous-marines, la liaison 11. En raison de l'abandon des liaisons de données tactiques de la série-M (liaison 11) au profit de celles de la série-J (dont les données sont plus pertinentes en regard des nouvelles technologies), la liaison 11 devrait être remplacée rapidement par la liaison 22 ; Si les conditions opérationnelles le permettent, la liaison 16 peut être mise également à contribution.

## Acteurs et équipements

### L'escorteur ASM

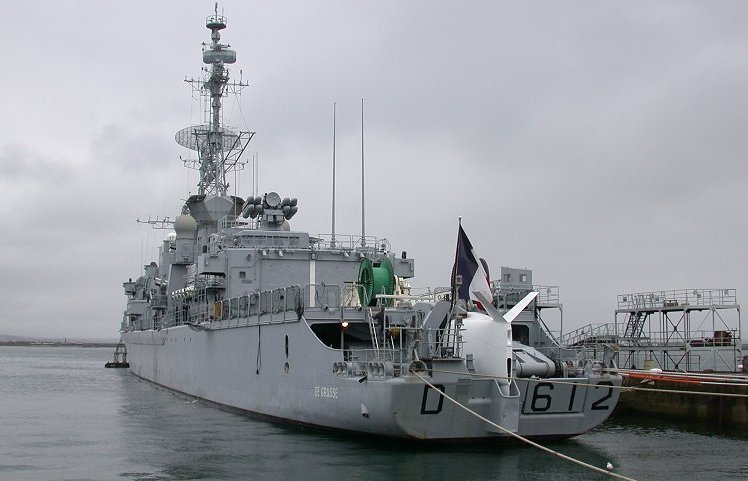
Frégate ASM, de la marine française ; on notera la forme du cul en tableau permettant la mise à l'eau du « poisson » du sonar remorqué, en blanc.

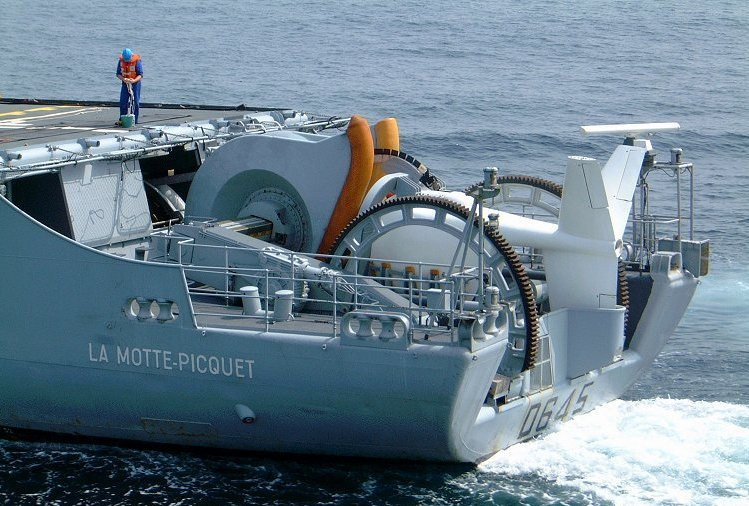
Sonar remorqué DUBV 43C sur le navire La Motte-Picquet (frégate).

L'escorteur ASM est actuellement un bâtiment de combat d'un tonnage de l'ordre de 4 000 (corvette) à 6 000 tonnes (frégate), dont le système d'armes principal est destiné à la lutte ASM :
- sonars actifs  basse fréquence de coque et remorqué (VDS : variable depth sonar) ;
- sonar passif remorqué (ALR : antenne linéaire remorqué)
- torpilles et parfois missiles porte-torpille/missile anti-sous-marin (Malafon français ou ASROC américain) ;
- hélicoptères ASM embarqués.
- Roquettes pour les navires de conception soviétique et chinoise (RBU-6000)

Ces bâtiments possèdent aussi des moyens de lutte de surface (missiles mer-mer) et une forte capacité d'auto-défense anti-aérienne (missiles mer-air à courte et moyenne portée).

### L'hélicoptère ASM

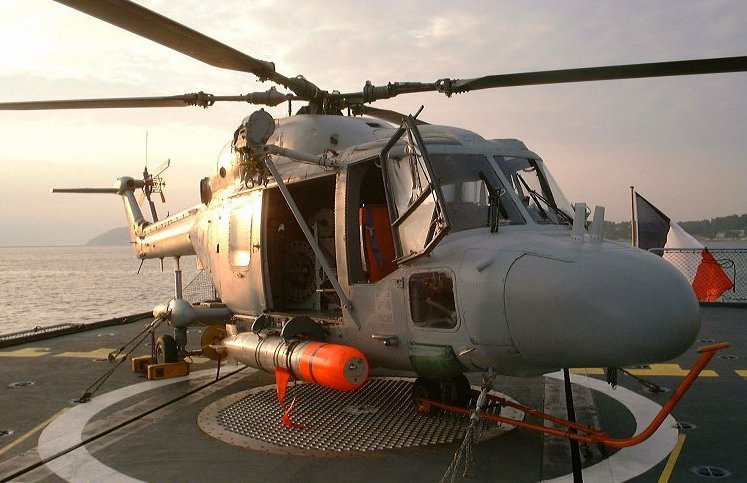
Hélicoptère ASM Westland Lynx, porteur d'une torpille Mark 46.

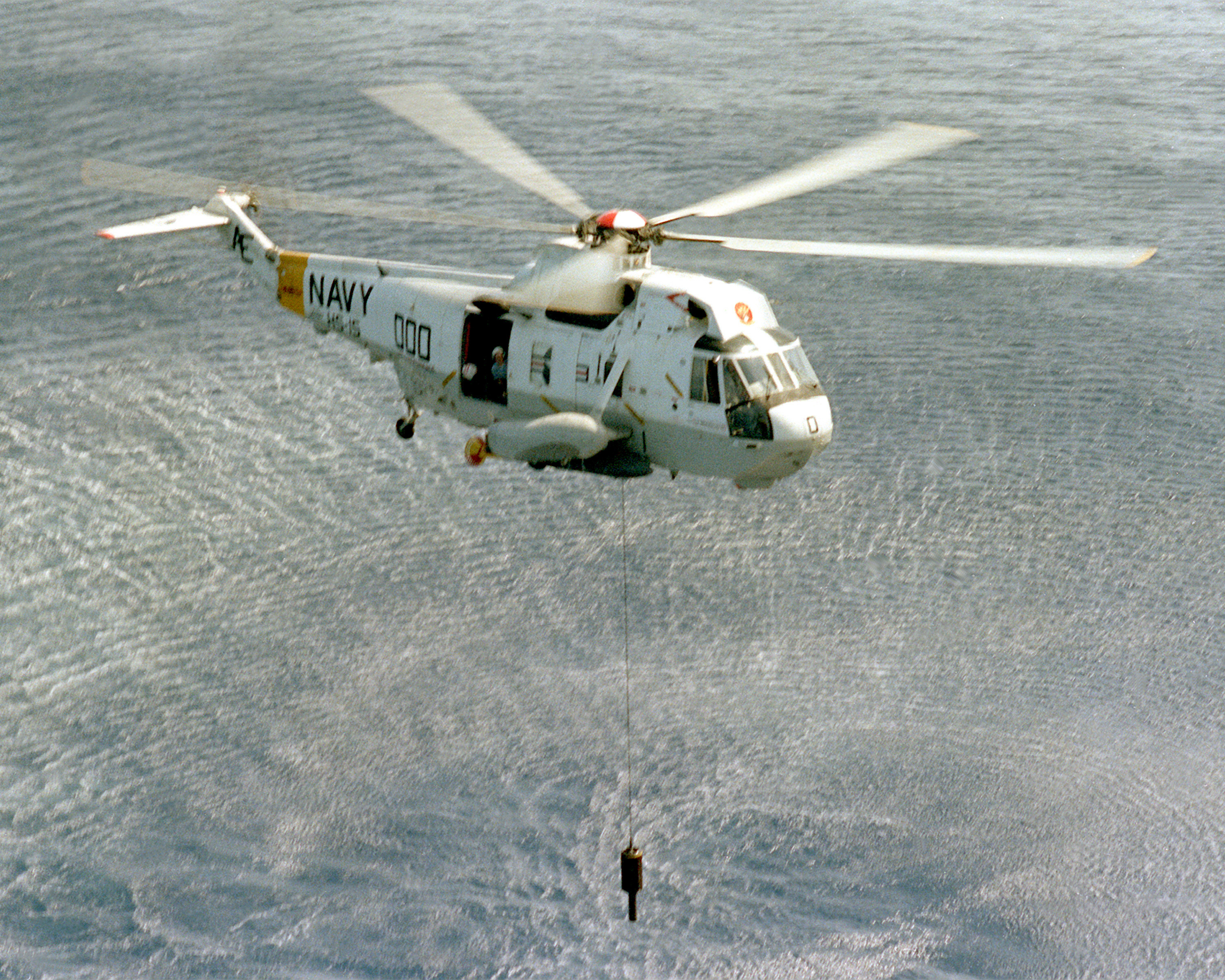
Sikorsky SH-3 Sea King avec sonar AN-AQS-13, le détecteur d'anomalie magnétique est rangé dans le flotteur droit

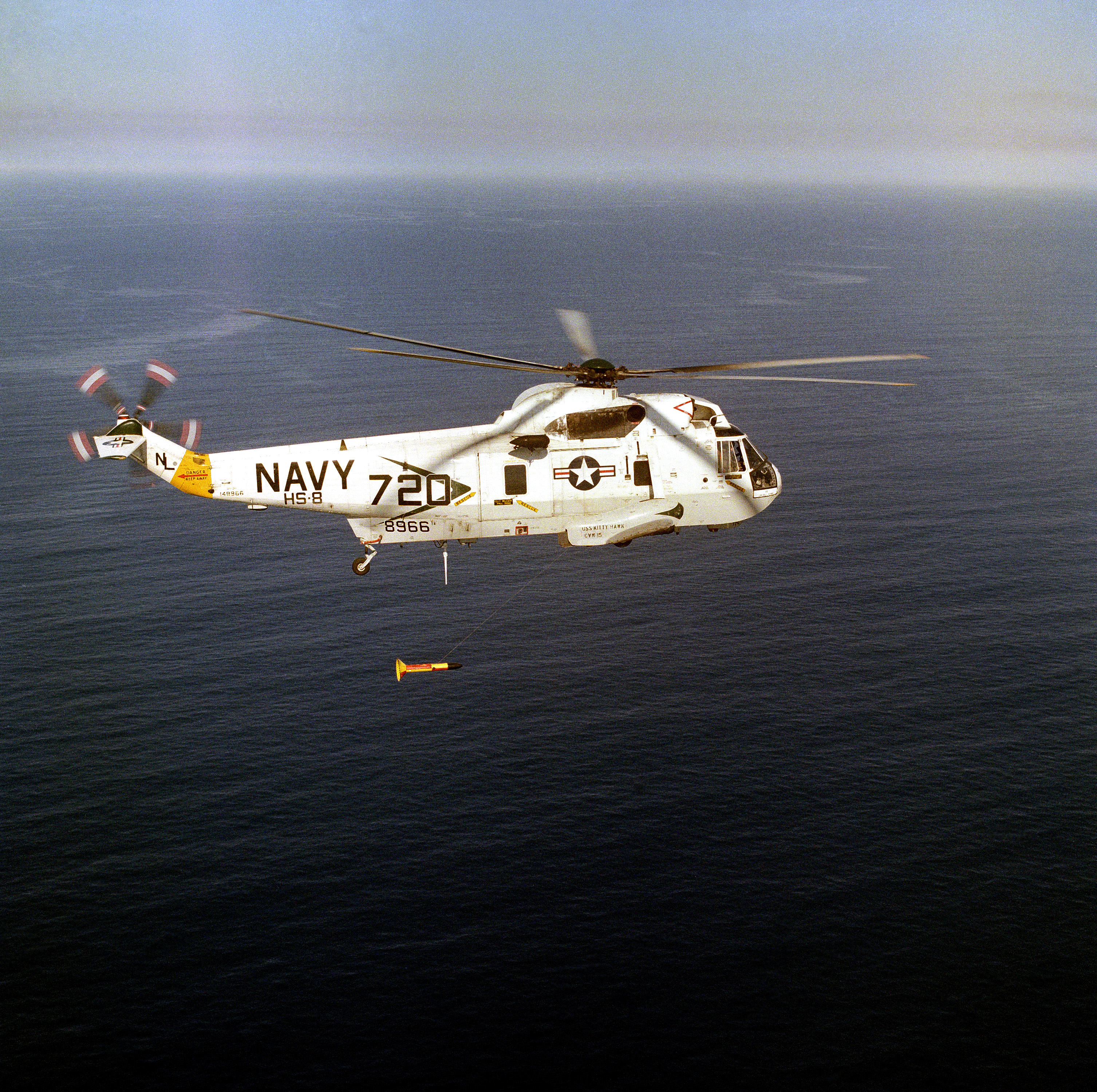
Avec un détecteur d'anomalie magnétique

L'hélicoptère ASM est un hélicoptère moyen armé de torpilles et muni d'un sonar. Ce sonar est suspendu à un treuil et l'hélicoptère, en vol stationnaire, vient le « tremper » (d'où l'appellation de « sonar trempé ») à l'immersion la plus favorable à la détection. Au contact d'un sous-marin, il procède par bonds (stations) pour le pister.
Les hélicoptères ASM embarqués sur escorteurs représentent une grande menace pour le sous-marin. Agissant en groupe de deux ou trois s'ils proviennent d'une flottille, invulnérables vis-à-vis du sous-marin non doté de missiles antiaériens, ils ont une grande capacité de tenue de contact et de pistage. Ils sont également utilisés par le bâtiment ASM pour vérifier un contact obtenu à grande distance et pour l'attaque, celui-ci restant alors hors de portée des armes du sous-marin.

### L'avion de patrouille maritime
L'avion de patrouille maritime en lutte ASM est capable de rester plusieurs heures sur sa zone de patrouille, qu'il va explorer systématiquement avec plusieurs senseurs avant d'attaquer le sous-marin avec des torpilles.
Depuis les années 2010, il peut être assisté par des drones de reconnaissance ou de combat.

### Le sous-marin
Le meilleur chasseur de sous-marins est certainement le sous-marin d'attaque lui-même : il a « l'ouïe » beaucoup plus fine que les escorteurs et les aéronefs. En patrouille à vitesse réduite, remorquant à trois kilomètres derrière l'antenne d'un sonar passif à très basse fréquence (« flûte » ETBF), il est à l'affût de la moindre indiscrétion du sous-marin ennemi (vitesse trop élevée, changement brusque d'immersion, bruits d'installations à bord). Pour peu qu'il soit plus silencieux que son adversaire, il a sur lui un avantage décisif. En revanche, si les deux sous-marins sont aussi silencieux l'un que l'autre, la lutte s'apparente à un combat dans l'obscurité la plus totale.
Cependant, la coopération avec les autres unités ASM est difficile et contraignante pour le sous-marin : elle l'oblige à venir à l'immersion périscopique pour communiquer, donc à commettre une indiscrétion, et éventuellement à quitter l'immersion de meilleure écoute. C'est pourquoi, généralement, le SNA sera en soutien indirect de la force à protéger. En plongée jusqu'à 70 mètres, il reçoit l'image tactique en restant à l'écoute de la liaison 11 ou de la liaison 22 sur une antenne flottante radio HF remorquée.

### Torpilles anti-torpilles
On rencontre désormais des torpilles anti-torpilles comme la Sea Spider qui détruisent les torpilles lancées.

### Étude du milieu marin
La caractérisation physique de la colonne d'eau [salinité, turbidité, température] est très importante dans la lutte sous-marine, car elle a une incidence sur la propagation du son, créant des « zones d’ombre » inaccessibles aux sonars. Les connaître est essentiel pour la lutte sous la mer. 
Comme de nombreux pays, la marine française envisage de doter le Service hydrographique et océanographique de la Marine [SHOM], mais aussi ses navires de guerre, de planeurs sous-marins, pour un moindre coût matériel et humain. Elle teste le SeaExplorer de l’entreprise française ALSEAMAR (1000 mètres de profondeur, une centaine de jours d'autonomie) en 2024.